# Stezka Gliwické země
Stezka Gliwické země (č. 7065) je červeně značená pěší trasa v Polsku ve Slezském vojvodství ve Gliwicích a  okrese Gliwice.

## Základní informace
Trasa vede ve střední části podél jezera Dzierżno Duże, Hlivického průplavu a východní části jezera Pławniowice. V Poniszowicích je dřevěný kostel sv. Jana Křtitele z roku 1499.

## Průběh trasy
- Gliwice
- Ligota Łabędzka
- Rzeczyce
- Jezero Dzierżno Duże
- Taciszów
- Hlivický kanál
- Jezero Pławniowice
- Niewiesze
- Poniszowice